# Río Grande de Lípez
El río Grande de Lípez es un río del departamento boliviano de Potosí pertenece a la cuenca endorreica del altiplano.

## Geografía
El río Grande de Lípez nace  de la confluencia del río Salado y el río Guadalupe (21°40′25″S 67°2′53″O / -21.67361, -67.04806), recorriendo en dirección norte una longitud de 153 kilómetros hasta su desembocadura al sur del Salar de Uyuni, donde forma un pequeño delta de 20 kilómetros de ancho.

## Disponibilidad hídrica de la cuenca
La disponibilidad de recursos hídricos de una región está determinada por sus características climáticas. Se trata de una región que presenta condiciones climáticas adversas reflejadas en un permanente déficit hídrico, como consecuencia de las diferencias entre la precipitación y la evaporación. Sin embargo, se advierte en la región la presencia de una apreciable cantidad de aguas superficiales: lagunas, salares y bofedales; ello es debido a las aguas subterráneas, que definen en cierto modo las características hidrológicas de la región; es decir, que la formación de lagunas y bofedales en la superficie dependen del aporte de las aguas subterráneas.
De hecho, las aguas que fluyen en la región son, en su gran mayoría, de origen subterráneo y además, antiguas. Una parte importante del agua almacenada en los acuíferos subterráneos debería considerarse un recurso no renovable, debido a que proviene de lluvias ocurridas en tiempos geológicos lejanos.
Estudios realizados en el área coinciden en que la recarga de los acuíferos en la región de los Lípez es actualmente muy débil o casi inexistente Según Chaffaut, la recarga de esos acuíferos pudo haberse producido en un periodo comprendido entre algunos cientos y varios miles de años, en que las condiciones climáticas eran diferentes a las actuales; estudios realizados han confirmado que la contribución de las aguas de precipitaciones recientes a los flujos de agua que recorren por la superficie de las cuencas es baja, por lo general menor al 10 por ciento. Se trataría entonces de recursos hídricos no renovables. Los impactos ambientales y sociales de una utilización irresponsable de estos recursos podrían ser irreversibles.

## Calidad del agua

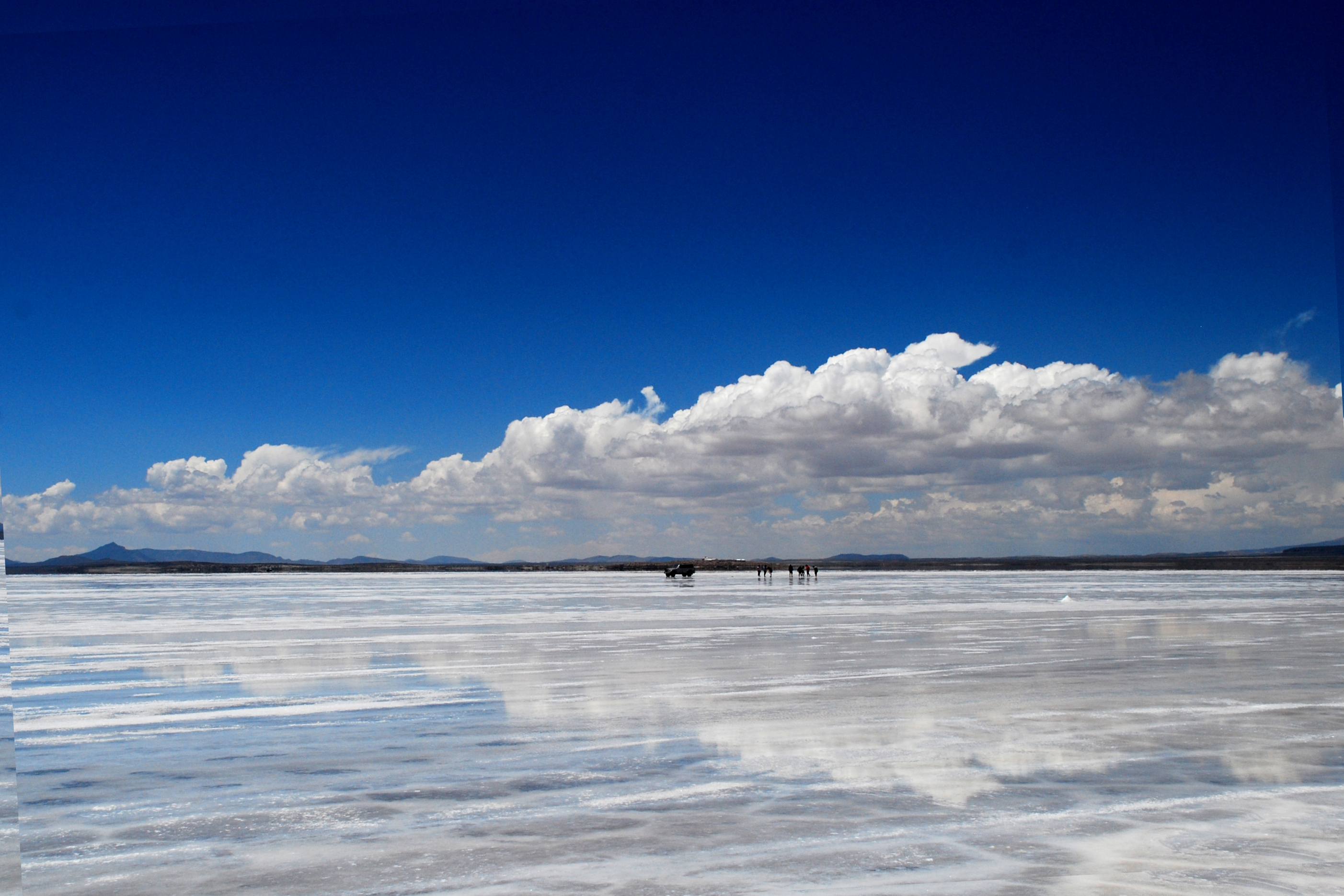
Salar de Uyuni, donde desemboca el río.

Existen dos tipos de fuentes de agua en la región que tienen orígenes hidrogeológicos diferentes y por ende características cualitativas completamente diferentes: las aguas subterráneas y las vertientes o fuentes de agua dulce.
Las aguas subterráneas en la subcuenca del Río Grande de Lípez son salinas. Consecuentemente, el agua que fluye por el Río Grande de Lípez, parcialmente alimentada por aguas subterráneas, es también salada y de mala calidad a partir de su encuentro con el río Salado, motivo por el cual no es usada como agua de riego y menos aún como fuente de agua para consumo humano por los habitantes de las comunidades de la región por donde discurre este río.
Por otro lado, en la región existen vertientes de agua dulce que son generadas por el flujo sub-superficial del agua de lluvia y que emergen principalmente en las zonas altas de las microcuencas. Estas vertientes son usadas como fuentes de agua potable por casi todas las comunidades de la región.
A pesar del vulcanismo de la zona, la mayoría de los manantiales de la región tienen aguas de buena calidad físico-química. De ahí se puede inferir que los acuíferos subterráneos que dan origen a esos manantiales también tienen aguas de buena calidad. Solamente los acuíferos situados junto a salares y lagunas saladas tienen aguas con alto contenido de sales. 